# David Shuster

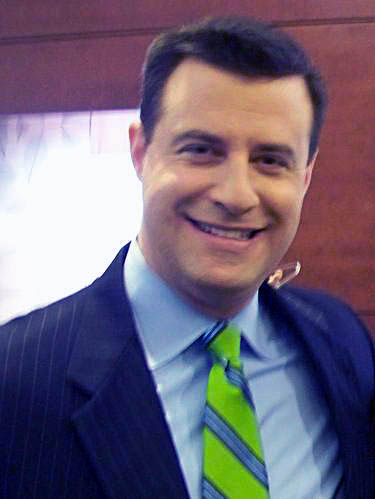
David Shuster

David Shuster (* 1967 in Bloomington, Indiana) ist ein US-amerikanischer Journalist und Fernsehmoderator.

## Leben und Arbeit

### Jugend und Ausbildung
Shuster wurde als Sohn von Arnold Shuster und Susan Klein geboren. Aus der Ehe ging noch ein weiterer Sohn, Jonathan Shuster, hervor. Er wuchs abwechselnd bei seiner Mutter und seinem Stiefvater Robert Agranoff sowie bei seinem Vater und seiner Stiefmutter Rose Mahern-Shuster auf. Nach dem Besuch der Bloomington High School South studierte er an der University of Michigan. Seinen Master of Arts im Fach International Affairs holt er gegenwärtig an der Georgetown University nach.

### Frühe Journalistische Laufbahn (1990 bis 2002)
Shuster begann seine journalistische Karriere im Washingtoner Büro des Nachrichtensenders CNN. Dort war er von 1990 bis 1994 als Redakteur und Produzent tätig. Während dieser Zeit begleitete er unter anderem den Zweiten Golf-Krieg und den Präsidentschaftswahlkampf von 1992. 1994 wechselte Shuster zum ABC-Spatensender KATV in Little Rock, für den er über den Whitewater Skandal und über das Verfahren gegen den damaligen Gouverneur von Arkansas, Jim Guy Tucker, berichtete. Während dieser Zeit wurde er mit einem Emmy Award für investigativen Journalismus ausgezeichnet.
1996 verließ Shuster KATV um für den Nachrichtensender Fox News zu arbeiten. Für diesen war er bis 2002 als Korrespondent in Washington DC tätig. Für diesen leitete er die Berichterstattung über die verschiedenen Skandale mit denen sich US-Präsident Bill Clinton in seiner zweiten Amtszeit konfrontiert sah: Den Lewinsky-Skandal und die Whitewater-Affäre sowie den Starr-Report über diese Ereignisse und das gescheiterte Amtsenthebungsverfahren gegen Clinton. Während des US-Präsidentschaftswahlkampf 2000 gehörte Shuster zu dem Korrespondententeam das den Nominierungswahlkampf innerhalb der beiden großen US-Parteien und den eigentlichen Wahlkampf für Fox News betreute, für das er vier Monate lang den amerikanischen Aspiranten auf die republikanische Kandidatur John McCain in seinem Wahlkampfbus, dem Straight Talk Express, begleitete. Die Ereignisse des 11. Septembers erlebte Shuster als Korrespondent beim Pentagon mit. Anschließend berichtete er für Fox über den amerikanischen Militärschlag gegen Afghanistan.

### Karriere bei MSNBC (2002–2010)
2002 wechselte Shuster zum Konkurrenzsender MSNBC. Für diesen berichtete er 2003, während des Dritten Golfkriegs, aus dem amerikanischen Hauptquartier in Katar. Später im selben Jahr beobachtete er die vorgezogenen Neuwahlen in Kalifornien, aus denen Arnold Schwarzenegger als Sieger hervorging, als Korrespondent für das täglich ausgestrahlte Nachrichtenmagazin Hardball with Chris Matthews. 2004 übernahm Shuster für dieselbe Sendung die Berichterstattung über den US-Präsidentschaftswahlkampf dieses Jahres. Unter anderem übernahm er für die Sendung die Leitung einer als „ad watch team“ bezeichneten Arbeitsgruppe, die die Analyse von einhundertundfünfzig Wahlwerbespots übernahm. Insgesamt hat Shuster während seiner Zugehörigkeit zum Mitarbeiterstab der Sendung mehr als siebenhundert Einspielfilme für Hardball abgeliefert. Im August 2005 berichtete Shuster aus New Orleans über die dort durch den Hurricane Katrina angerichteten Verwüstungen und öffentliche Unruhen.
Im Februar 2008 wurde Shuster für zwei Wochen (10. bis 22. Februar) von seinem Sender als bildschirmpräsenter Moderator suspendiert, nachdem er als Gastmoderator der Sendung Countdown with Keith Olbermann am 9. Februar das politische Engagement von Chelsea Clinton, die sich damals im Vorwahlkampf um die Präsidentschaftskandidatur der Demokratischen Partei für ihre Mutter Hillary Clinton einsetzte, mit der Bemerkung kommentierte, dass es auf ihn wirken als ob das Clinton'sche Wahlkampf-Team Chelsea Clinton in einer bizarren Weise, sozusagen „nach Zuhälterart nach Vorne schicken würde“ (doesn't it seem like Chelsea's sort of being pimped out there in some weird sort of way?).
Von 2008 bis zur Einstellung der Sendung im April 2009 war Shuster als Nachfolger von David Gregory Stammmoderator der Sendung 1600 Pennsylvania, einer Nachrichten- und Informationsshow im frühen Abendprogramm von MSNBC. In dieser Sendung präsentierte er unter anderem eine Rubrik namens Hypocricy Watch (Blick auf die Verlogenheit, sinngemäß: aufgedeckte Verlogenheit), in dem er seine Zuschauer auf verlogene Äußerungen oder Verhaltensweisen führender Persönlichkeiten aus Politik und Wirtschaft hinwies. Das Conservative Media Research Center veröffentlichte später eine Studie, die sich den Objekten der Rubrik widmete und feststellte, dass von achtundvierzig Ausgaben von Hypocricy Watch 71 % Republikaner in den Blick nahmen, 15 % Wirtschaftsführer und 4 % Demokraten. Seit April 2009 fungiert Shuster, wie in früheren Jahren schon, als gelegentlicher Gastmoderator von Hardball with Chris Matthews und Countdown with Keith Olbermann.
Im April 2010 wurde er nach mehreren zeitweiligen Beurlaubungen wegen kontroverser Äußerungen von seinem Arbeitgeber endgültig entlassen. Grund dafür war, dass Shuster ohne Wissen von MSNBC eine Pilotsendung für den Konkurrenzsender CNN aufgenommen hatte.

### TYT (seit 2020)
Nach Stationen bei u. a. Current TV, Al Jazeera America und i24news arbeitet Shuster seit 2020 als Kommentator für die Online Politikshow RebelHQ des The Young Turks (TYT) Netzwerkes.

## Privatleben
Shuster ist seit dem 27. Mai 2007 mit der Journalistin Julianna Lee Goldman verheiratet. Die Eheschließung fand in der Sixth & Historic Synagogue in Washington statt. Die beiden leben gegenwärtig in Washington D.C.